# Тягнигоре Дмитро
Тягнигоре (справжнє прізвище Сідлецький) Дмитро (1880-ті роки — 1945) — український православний священик, родом з Київщини; старшина Армії УНР.

## Життєпис
Перебував на еміграції в Польщі (Галичина), на Кубі й у США (1924—1930).
1931 року за дорученням архієпископа Теодоровича виїхав до Бразилії для організації УАП Церкви.
У громадській діяльності відомий з організації у так званому «Молодому Козацтві».
1945 року помер у Бразилії в колонії Ірасема (Ірапутан).

## Творчість
Автор численних оповідань та повістей для дітей на теми козаччини, життя в Україні в історичні часи.
Як письменник дебютував на еміграції 1924 року в часописі «Дніпро» (Трентон, США). Постійно друкувався в «Українському Голосі» (Вінніпег, Канада).

## Твори
- Дмитро Тягнигоре. Сотничиха Гандзя. — Оліфант : Нове Життя, 1927. — 48 с.
- «Козацьке Серце» [Архівовано 17 березня 2013 у Wayback Machine.] (1927)
- «Страшний Замок» [Архівовано 20 листопада 2010 у Wayback Machine.] (1936), «Календар Українського Голосу».
- Дмитро Тягнигоре. Розбійник Іван Пушкар і інші оповідання. — Вінніпег : Українська Видавнича Спілка в Канаді, 1936. — 159 с.
- «Королева Розбійників» [Архівовано 17 березня 2013 у Wayback Machine.] (1938)
- Дмитро Тягнигоре. Кармелюк. — Нью-Йорк : Книгарня ім. Тараса Шевченка, б.р. — 32 с.